# Alejandra Bravo

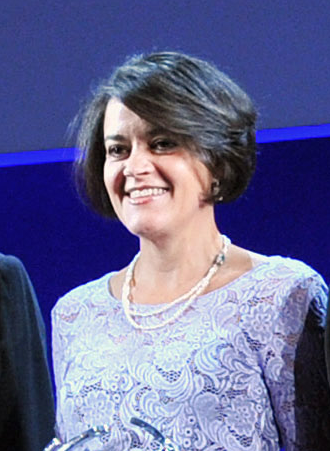
Alejandra Bravo (2010)

Alejandra Bravo de la Parra (* 29. April 1961 in Mexiko-Stadt) ist eine mexikanische Biochemikerin und Mikrobiologin an der Nationalen Autonomen Universität von Mexiko (Universidad Nacional Autónoma de México, UNAM).

## Leben und Wirken
Alejandra Bravo erwarb 1985 an der UNAM einen Studienabschluss (Lizenziat) in biomedizinischer Grundlagenforschung, 1986 einen Master und 1989 ein Doktorat. Stationen als Postdoktorandin führten sie an das Unternehmen Plant Genetic Systems in Gent und an das Institut Pasteur in Paris. Anschließend ging sie wieder an die UNAM.
Die akademische Karriere von Bravo (Leiterin einer Forschungsgruppe) und ihrem Ehemann Mario Soberón (Leiter des Instituts), mit dem sie wissenschaftlich zusammenarbeitet, erhielt 2012 einen schweren Rückschlag, als sie beschuldigt wurden, Forschungsergebnisse manipuliert zu haben. Letztlich wurden beide 2013 rehabilitiert und wieder in die Positionen eingesetzt, die sie zuvor räumen mussten.
An der UNAM leitet Bravo wieder eine Forschungsgruppe. Sie wird dort (Stand 2025) als Forscherin in die höchste Stufe „III“ des Sistema Nacional de Investigadores eingruppiert.
Bravo und Mitarbeiter forschen zur Anwendung von bakteriellen Toxinen als Insektizide. Das Team untersucht Toxine von Bacillus thuringiensis, insbesondere Cry-Proteine, um deren Wirkmechanismus zu verstehen und gezielt zu modifizieren. Ziel ist die Entwicklung neuer Insektizide, die auch resistente Schädlinge wirksam bekämpfen.
Alejandra Bravo ist seit 2002 Mitglied der Mexikanischen Akademie der Wissenschaften. 2010 erhielt sie einen UNESCO-L’Oréal-Preis. Sie hat laut Google Scholar einen h-Index von 72 (Stand August 2025).